# 愛の探偵たち
『愛の探偵たち』（あいのたんていたち、表題作の英題：The Love Detectives、中短編集の英題：Three Blind Mice and Other Stories）は、1980年（底本は1950年）に早川書房より刊行されたアガサ・クリスティの推理小説の中短編集および、収録されている短編のタイトル。中編「三匹の盲目のねずみ」以下、7つの短編、計8編からなる。
「三匹の盲目のねずみ」以外は、エルキュール・ポアロが2編、ミス・マープルが4編、ハーリ・クィンが1編という構成である。

## 底本と早川書房版
本作は1950年に刊行された短編集『Three Blind Mice and Other Stories』（「三匹の盲目のねずみ」ほか）を底本とする早川書房オリジナルの短編集である。本作は表題作が「三匹の盲目のねずみ」から「愛の探偵たち」へと変更されている他に、収録作品から「Four and Twenty Blackbirds」（二十四羽の黒つぐみ）が外されている。「二十四羽の黒つぐみ」は、早川書房では短編集『クリスマス・プディングの冒険』に収録されている。

## 三匹の盲目のねずみ
底本のタイトルからもわかるように、本作は中編「三匹の盲目のねずみ」が本来は表題作の短編集である。「三匹の盲目のねずみ」は、もともと1947年にクリスティが執筆したラジオドラマ「ねずみとり」（The Mousetrap）であり、これを小説化したものである（後に戯曲として再脚色している）。そのため、底本の米題は "Three Blind Mice" ではなく、そのまま "The Mousetrap" が用いられている。
この「ねずみとり」は、世界で最も長い連続上演をしている演劇である。

## 各話あらすじ

### 三匹の盲目のねずみ
（原題: Three Blind Mice）（1948年）
雪に閉ざされた山荘で連続殺人が起こる。詳細は『ねずみとり』を参照。

### 奇妙な冗談
（原題: Strange Jest）（1944年）
マープルもの。あるカップルが大おじの隠し財産を探すも見つからない。友人の女優ジェーンは、彼らにマープルを紹介する。

### 昔ながらの殺人事件
（原題: Tape-Measure Murder）（1942年）
マープルもの。セント・メアリ・ミード村で殺人事件が発生。被害者の夫スペンローはマープルに電話で呼ばれたとしてアリバイを訴えるが、彼女に身に覚えは無い。警察はスペンローを疑っているが、彼を気に入っているマープルは事件の真相を調べ始める。

### 申し分のないメイド
（原題: The Case of the Perfect Maid）（1942年）
マープルもの。マープルの小間使いが彼女にいとこのメイドのことで相談する。そのいとこは、奉公先で宝石を盗んだと疑われて暇を出され、さらにその悪い評判によって新しい奉公先が見つからないという。さっそくマープルは手助けに出るが、元の奉公先では申し分のないメイドを雇っていた。

### 管理人事件
（原題: The Case of the Caretaker）（1942年）
マープルもの。ヘイドック医師は、精神的にふさぎ込んでいるマープルへの処方箋として自身が書いたという小説を読ませる。それは、ある古い館に嫁いだ資産家の娘が、管理人の老婆の執拗な嫌がらせによって最終的に落馬、死亡して終わるという物だった。
後に似たようなプロットの非シリーズ長編『終りなき夜に生れつく』が執筆されている。

### 四階のフラット
（原題: The Third-Floor Flat）（1929年）
パトリシア・ガーネットは夜遊びのあと友人3人を連れて集合住宅の4階にある自室に帰るが、部屋の鍵がハンドバッグの中に見つからない。そこで4人のうちの男性2人、ドノヴァン・ベイリーとジミー・フォークナーは、石炭用のエレベーターから部屋に入って内側から鍵を開けてこようと提案する。2人は地下からエレベーターで上がり真っ暗なキッチンに入り、ドノヴァンはジミーに電気を点けてくるから待っているように指示する。ドノヴァンが居間に行って電気を点けると、彼らは違う部屋に入ってしまったことに気づく。ひとつ下の階に入ってしまったのだ。その部屋にある手紙の束の宛名から、住人はアーネスティン・グラントという人物であることがわかる。彼らは石炭用エレベーターで本来の目的の階に上がり、パットとミルドレッド・ホープを部屋に入れるが、ドノヴァンの手に血が付いていたことから、彼らは再び石炭リフトで下の部屋に行き、居間の窓際に死体があるのを発見する。
女2人が廊下で警察を呼ぼうと話し合っているところへ、5階の部屋の住人エルキュール・ポアロが現れる。グラント夫人の部屋に入ったポアロは、キッチンの照明が壊れていないことを不審に思う。また、テーブルクロスが赤かったので、そこに付いていた血痕にドノヴァンが誤って触ってしまったことがわかる。警察が到着し、ライス警部は被害者が数時間前に拳銃で撃たれたのが死因だと告げる。そして、「J.F.」と書かれたメモと、夫人が撃たれたピストル、銃痕を拭いたシルクのハンカチが発見される。ポアロは犯人が自分の指紋を拭いたのに、証拠となるハンカチを残していったことを不自然に感じる。
警部から現場に立ち入る許可を得たポアロは、台所のゴミ箱から小さな瓶を見つける。風邪をひいているというポアロの代わりにドノヴァンが中身を嗅ぎ、気を失って倒れてしまう。ポアロはジミーに事件の真相がわかったと言う。手紙とハンカチは警察の目をごまかすために置かれたものであった。ポアロは自分で用意した麻酔薬の小瓶をドノヴァンに嗅がせ、彼が気絶したすきにポケットを探り、彼がパットのバッグから盗んだ鍵と、グラント夫人宛の手紙を見つけていた。ドノヴァンがキッチンの電気を点けずにわざと別の部屋の電気を点けるまでジミーを待たせたのは、彼が手紙を盗む間、ジミーが間違った部屋に入ってしまったことに気づかせないためだとポアロは見抜いたのだった。
その手紙は、8年前にスイスで行われたドノヴァン・ベイリーとアーネスティン・グラントの結婚が完全に合法であることを認める弁護士事務所からのものであった。ドノヴァンはパットとの結婚を望んでいたが、アーネスティンとの結婚が有効だとそれは叶わない。偶然にも彼女がパットと同じブロックに引っ越してきて、パットに結婚のことを話すとドノヴァンを脅していた。ドノヴァンはそれを阻止するため、その日の夕方に彼女を殺したが、弁護士からの手紙を取りに戻ってきたのだった。

### ジョニー・ウェイバリーの冒険
（原題: The Adventure of Johnnie Waverly）（1928年）
エルキュール・ポアロは、マーカス・ウェイバリーの息子である3歳のジョニーが、サリー州のウェイバリー・コートの自宅から誘拐されたという事件の捜査を依頼される。誘拐の前に、家族は匿名の手紙を受け取っており、2万5千ポンドを払わなければ少年を連れ去ると脅迫されていた。警察はほとんど関心を示さなかったが、最後の手紙には、翌日の正午に誘拐すると書かれていた。その日、ウェイバリー夫人は軽い毒を盛られ、ウェイバリー氏の枕元には「12時」と書かれたメモが残されていた。家の中の誰かが関与しているのではないかと恐ろしくなったウェイバリー氏は、長年執事を務めてきたトレッドウェルと、妻の信頼する秘書のコリンズ以外のスタッフを全員解雇する。
約束の時間になると、ウェイバリー、息子、ロンドン警視庁のマクニール警部は家の中の密室に入り、広い敷地内には警察が配置されていた。正午ちょうどに、警察は一人の浮浪者が家の方へ忍び込んでいるのを見つける。彼は綿毛、クロロホルム、そして誘拐後のメモを仕掛ける準備をしていた。ウェイバリーと警部が何事かと外に飛び出すと、少年は車で門から連れ出されていった。そのとき村の時計が12時を告げる鐘を聞き、家の時計が10分進んでいたことに気づく。不審者はトレッドウェルに雇われたと言うが、執事は不審者と会ったとされる時間にはウェイバリーと家にいたというアリバイがあった。
ポアロはウェイバリー・コートを訪れ、隠し穴の存在を知らされる。その穴の一角に小型犬の足跡を見つけるが、この家にそのような小型の生き物がいることを知る者はいなかった。解雇された看護婦とトレッドウェル、そしてコリンズに聴取した後、ポアロは調査を終了する。ポアロはウェイバリーに詰め寄り、ウェイバリーが金持ちだがケチな妻から金を引き出すために自分の息子を誘拐したのだと言う。妻に毒を飲ませて動けなくしたこと、枕元のメモ、時計の再設定など、すべて内部の犯行であり、使用人を全員クビにして子どもの周囲を手薄にできるのはウェイバリーだけである。トレッドウェルはこの計画を手伝い、実際に浮浪者を雇っていた。隠し穴の中にあった犬の足跡は、その後、少年を連れ出すまでの間、少年を遊ばせるために置いてあったおもちゃの足跡だった。ウェイバリーは恥じてポアロに自白し、子どもが現在、元看護婦のところにいることを明かす。

### 愛の探偵たち
（原題: The Love Detectives）（1926年）
クィンもの。サタースウェイトは友人の郡警察本部長の家にいると殺人事件の報告が入り、共に現場へ向かう。道中、彼が乗った車は軽い衝突事故を起こす。その相手はクィンだった。さっそく、サタースウェイトは、クィンに事件について話す。

## 映像化作品
『名探偵ポワロ』
デヴィッド・スーシェ主演のテレビドラマ。「四階のフラット」「ジョニー・ウェイバリーの冒険」が、1980年に刊行されたハヤカワ・ミステリ文庫版のタイトル「四階の部屋」「ジョニー・ウェイバリー誘拐事件」で映像化。
- 『四階の部屋』シーズン1 エピソード5（通算第5話） イギリス1989年放送、 日本1990年放送
  - パトリシア（パット）・マシューズ: スザンヌ・バーデン - ポアロの下の階に住む若い女性
  - アーネスティン・グラント: ジョシー・ローレンス - 被害者の女性
  - ジミー・フォルケナー: ロバート・ハインズ - パットの友人
  - ミルドレッド・ホープ: アマンダ・エルウェス - パットの友人
  - ドノヴァン・ベイリー: ニコラス・プリチャード - パットの婚約者

- 『ジョニー・ウェイバリー誘拐事件』シーズン1 エピソード3（通算第3話） イギリス1989年放送、 日本1990年放送
  - マーカス・ウェイバリー: ジェフリー・ベイトマン - 誘拐された少年の父親
  - エイダ・ウェイバリー: ジュリア・チャンバース - ウェイバリー夫人
  - トレッドウェル: パトリック・ジョーダン - 執事

『アガサ・クリスティーの名探偵ポワロとマープル』
NHK総合テレビで2004年7月4日から2005年5月15日まで放送されたアニメ。マープルが主人公を務める「申し分のないメイド」「昔ながらの殺人事件」「奇妙な冗談」が映像化されている。 ミス・マープル役は八千草薫。
「昔ながらの殺人事件」は、1980年に刊行されたハヤカワ・ミステリ文庫版のタイトル「巻尺殺人事件」で放送。スペンロー役で林隆三が出演。
「奇妙な冗談」は「風変わりな遺言」のタイトルで放送。ゲスト声優として酒井法子と及川光博が起用されている。
「申し分のないメイド」では、マープルの小間使いのポジションは、本作レギュラーのオリジナルキャラクターで、甥レイモンドの娘であるメイベル・ウェストに置き換えられている。メイドのメアリー・ヒギンズ役には川中美幸が起用されている。